# Эстердайхштрих
Эстердайхштрих (нем. Oesterdeichstrich) — община в Германии, в земле Шлезвиг-Гольштейн. 
Входит в состав района Дитмаршен. Подчиняется управлению КЛьГ Бюзум.  Население составляет 278 человек (на 31 декабря 2010 года). Занимает площадь 4,64 км².